# Mycetophila suffusala
Mycetophila suffusala är en tvåvingeart som beskrevs av Chandler och Ribeiro 1995. Mycetophila suffusala ingår i släktet Mycetophila och familjen svampmyggor.
Artens utbredningsområde är Madeira. Inga underarter finns listade i Catalogue of Life.